# Zakład administracyjny
Zakład administracyjny, zakład publiczny – jedność osób i rzeczy, powoływana przez organy administracji publicznej, bądź za ich zezwoleniem przez inne podmioty, dla trwałej realizacji określonego zadania publicznego. Definiuje się je także jako względnie samodzielne jednostki organizacyjne, wyposażone w trwale wyodrębnione środki rzeczowe i osobowe, których podstawowym celem jest bezpośrednie świadczenie usług socjalno-kulturowych o szczególnym znaczeniu społecznym na rzecz osób będących użytkownikami zakładu. Przykładowymi zakładami administracyjnymi są szkoły, przedszkola i biblioteki publiczne.

Zaliczany jest do organów administracji publicznej w rozumieniu definicji zawartej w Kodeksie postępowania administracyjnego. Wydawane przez zakład akty dzieli się na generalne (np. regulamin biblioteki) i indywidualne; jedynie część z tych ostatnich traktowana jest jako decyzje administracyjne i podlegają zaskarżeniu do sądu administracyjnego. W najnowszej literaturze podkreśla się jednak, że wszystkie indywidualne władcze rozstrzygnięcia zakładowe są aktami administracyjnymi podlegającymi kontroli sądów administracyjnych. 

W orzecznictwie jednolicie wskazuje się, że zakładem administracyjnym jest "jednostka organizacyjną niebędącą organem państwowym ani organem samorząd, która została powołana do wykonywania zadań publicznych i jest uprawniona do nawiązywania stosunków administracyjnoprawnych. Zakład administracyjny (publiczny), jako jedna z form decentralizacji, nie podlega władzy hierarchicznej organów administracji rządowej i sprawuje funkcje administracji publicznej samodzielnie, korzystając z władztwa zakładowego. 

Władztwo zakładowe nie jest jakimś samoistnym władztwem państwowym, lecz częścią tego władztwa, wynikającą z upoważnienia organów zakładu do wydawania abstrakcyjnych, ale i konkretnych aktów na podstawie i w ramach ustaw. Istotę władztwa zakładowego, więc stanowi zakres upoważnień dla organów zakładu do jednostronnego kształtowania stosunków prawnych z użytkownikami zakładu (w tym wypadku ze studentami), jak również z osobami, które znalazły się na terenie zakładu w innym charakterze (na przykład jako osoby pragnące skorzystać z księgozbioru biblioteki uniwersyteckiej). W zakładzie administracyjnym proces realizacji zadań publicznych  przebiega w obrębie szeroko pojętej jego organizacji. Wynika to z faktu, że grupa społeczna, złożona z użytkowników zakładu administracyjnego, ma zawsze (w danym przedziale czasu) charakter mniej lub bardziej zamknięty" - uchwała NSA z dnia 13 października 2003 r., OSP 5/03, LEX nr 82226. "Korzystanie z zakładu publicznego może być dobrowolne, jak ma to miejsce np. w przypadku uniwersytetu, lub obowiązkowe. 

Przykładem obowiązkowego korzystania z zakładu jest np. obowiązek szkolny - zgodnie z art. 15 u.s.o ustawy z 7 września 1991 r. o systemie oświaty (Dz. U. z 1996 r. Nr 67, poz. 329 z późn. zm) nauka jest obowiązkowa do ukończenia 18. roku życia. Przyjęcie w poczet użytkowników zakładu publicznego następuje w drodze aktu podjętego przez upoważniony organa zakładu, jak ma to np. miejsce w przypadku studenta studiów wieczorowych. Z chwilą przyjęcia danej osoby w poczet użytkowników staje się ona podmiotem praw i obowiązków, które przysługują bądź obciążają użytkowników danego zakładu. Te prawa i obowiązki wynikają zarówno z przepisów powszechnie obowiązujących (ustaw i aktów normatywnych wykonywanych), jakie i ze statutów i regulaminów zakładowych. Użytkownika, który dobrowolnie przystąpił do zakładu administracyjnego (np. studenta), wiążą przepisy zawarte w aktach normatywnych wewnątrzzakładowych, ponieważ jego wniosek o przyjęcie jest równocześnie wyrażeniem zgody na poddanie się reżimowi prawnemu, obowiązującemu w danym zakładzie" - wyrok NSA z dnia 12 czerwca 2001 r., I SA 2521/00, LEX nr 54756. "Szkoły i przedszkola w strukturze administracji publicznej stanowią przykład szczególnego typu jednostek organizacyjnych, bo które są powołane do prowadzenia działalności niegospodarczej na rzecz osób będących użytkownikami zakładu. Jednym z elementów charakteryzujących zakład administracyjny jest tzw. władztwo zakładowe, przemawiające się w rozstrzyganiu w sprawach dopuszczenia do korzystania z usług zakładu, w określeniu obowiązków użytkowników oraz w możliwości pozbawienia użytkownika usług zakładu  jeżeli nie respektuje on zasad korzystania z tych usług. Czynności władcze kierownictwa zakładu są realizowane w trybie administracyjnym z wykorzystywaniem w wielu przypadkach formy indywidualnego aktu administracyjnego, a także aktów o charakterze regulaminowym, obowiązujących w zakładzie. 

Zakłady administracyjne, stanowią część składową struktury administracji publicznej, są poddane kontroli i nadzorowi organów administracyjnych, a ich organy mogą być również włączone w tok instancji administracyjnych (np. zgodnie z art. 3 ust. 2 ustawy o systemie oświaty)" - uchwała SN z dnia 18 grudnia 1992 r., III AZP 30/92, LEX nr 9560. "Znaczną część zadań administracja publiczna wykonuje bezpośrednio przez swoje struktury organizacyjne, w tym zakłady publiczne. Instytucja zakładu publicznego, często nazywanego administracyjnym, znajduje zastosowanie w różnych systemach ustrojowych. Wykonanie zadań publicznych w zakresie zaspokajania potrzeb społeczeństwa w dziedzinie oświaty, ochrony zdrowia, pomocy społecznej  szkolnictwa wyższego jest zaliczone do tak zwanej administracji świadczącej, której podstawową jednostką organizacyjną jest właśnie zakład publicznych. (...) Jest to również jednostka organizacyjna wyposażona w zespół środków osobowych (personel) i rzeczowych, realizującą zadania publiczne" - wyrok WSA we Wrocławiu z dnia 22 marca 2006 r., III SA/We 585/05, LEX nr 204067.

## Cechy zakładu administracyjnego
- władztwo zakładowe
- nadzór
- niejednolita struktura
- finansowanie z budżetu państwa lub budżetu jednostek samorządu terytorialnego

## Władztwo zakładowe
Władztwo zakładowe jest cechą zakładu publicznego, a jego odbiciem jest zależność zakładowa. Wyraża się ona przez możliwość, na przykład odmówienia korzystania z usług zakładu. Dotyczy podmiotów korzystających z usług zakładu (użytkowników lub destynatariuszy zakładu). Władztwo zakładowe wyjątkowo może dotyczyć też osób trzecich. Przykładem mogą być postanowienia zawarte w regulaminach  odwiedzin w szpitalach. Władztwo zakładowe jest elementem stosunku zakładowego. Stosunek ten może być nawiązany na mocy ustawy, decyzji administracyjnej lub przez czynność samego przyszłego użytkownika. Władztwo zakładowe może mieć charakter władztwa fachowego zapewniającego prawidłową działalność merytoryczną zakładu, zapewnia prawidłowe działanie zakładu administracyjnego oraz pozostaje w związku z rodzajami nadzoru w zakładzie administracyjnym. 

## Nadzór
Pełniony jest przez upoważnione organy administracji publicznej - może się on wyrażać w nadawaniu albo zatwierdzaniu statutu lub regulaminu zakładu, powoływaniu jego organów czy zatwierdzaniu wyniku ich wyborów

## Rodzaje zakładów administracyjnych
- Zakłady powstałe w drodze ustawy
- Zakłady powstałe w drodze aktów administracyjnych organów administracji rządowej i samorządowej
- Zakłady powstałe przez oświadczenie woli podmiotów niepublicznych
- Zakłady otwarte, np. biblioteka, muzea
- Zakłady półotwarte lub o ograniczonym zasięgu dla określonej liczby osób, np. Szkoły Wyższe
- Zakłady zamknięte, z których korzystać mogą osoby wyznaczone przez prawo lub akt wyznaczonego organu administracji, np. zakłady karne
- Zakłady samoistne o pełnej zdolności prawnej
- Zakłady niesamoistne (pozbawione zdolności cywilnoprawnej), np. zakłady budżetowe